# Hermann II. (Ebrach)

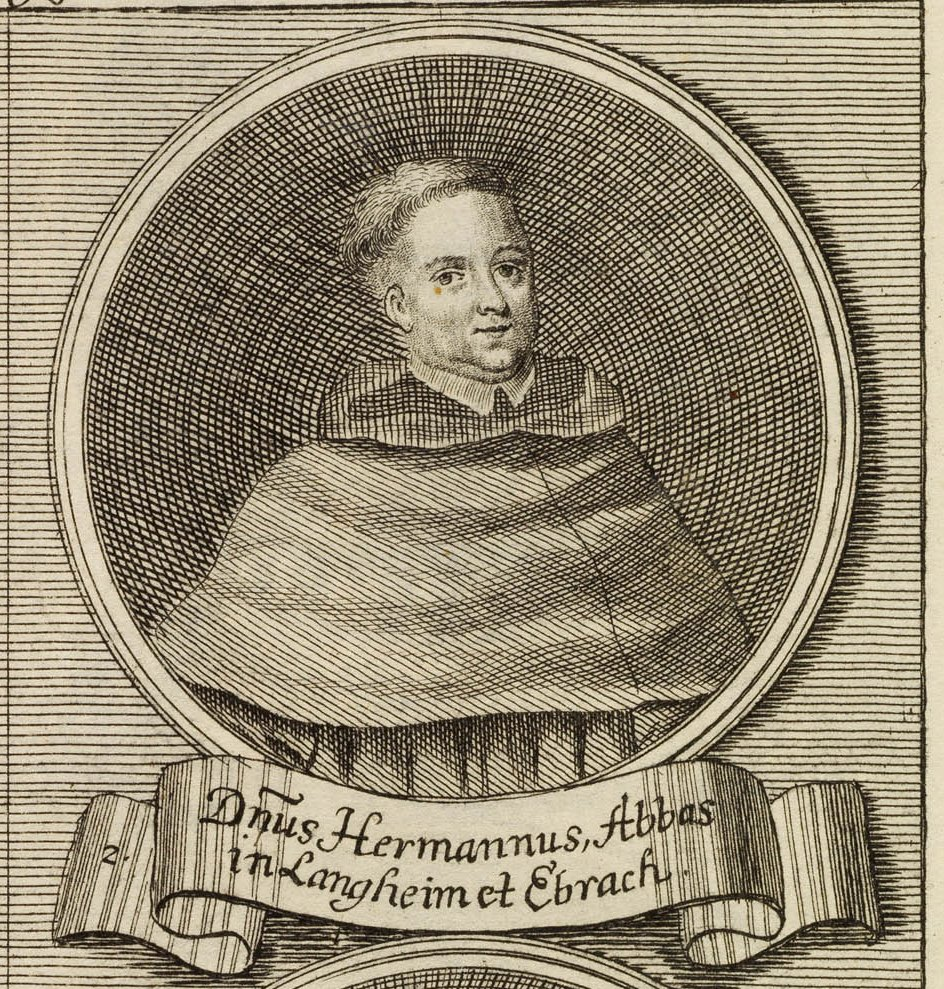
Ein Porträt in der Abtsliste von Kloster Langheim aus dem 18. Jahrhundert

Hermann II. († 5. Oktober 1306 in Ebrach) war bis zum Jahr 1290 Abt des Klosters Langheim, bevor er von 1290 bis 1306 dem Zisterzienserklosters in Ebrach vorstand.

## Leben
Hermann II. wurde im 13. Jahrhundert geboren. Der Geburtsort des späteren Abtes ist unbekannt, auch die Familie wird in den Quellen nicht erwähnt. Eventuell entstammte Hermann einer Familie aus dem oberfränkischen Raum, da er bald in das Kloster Langheim nahe Lichtenfels eintrat. Hier wurde er nach einer Klosterlaufbahn zum Klostervorsteher gewählt, der genaue Zeitpunkt ist jedoch unklar. Erst 1290 wurde er in das Mutterkloster von Langheim, Kloster Ebrach, berufen.
Hier war im April 1290 Abt Winrich von Saar verstorben und man suchte dringend nach einem Nachfolger. Am Fest Christi Himmelfahrt des Jahres 1290 wurde Hermann zum Abt Hermann II. gewählt. Noch im gleichen Jahr erwarb er einige Güter von Konrad Fuchs zu Hüttenheim im Deutschordendorf Hüttenheim in Bayern. Nach diesen frühen Ankäufen sorgte Hermann in seiner Amtszeit für viele weitere Neuerwerbungen. Am 5. Oktober 1306 starb Hermann II. in Ebrach.